# Néstor Orellana
Néstor Orellana (7 de janeiro de 1992) é um voleibolista profissional mexicano.

## Carreira
Néstor Orellana é membro da seleção mexicana de voleibol masculino. Em 2016, representou seu país após 48 anos de ausência do país no voleibol nos Jogos Olímpicos de Verão no Rio de Janeiro, que ficou em 12º lugar.